# 馬巴拉內區
23°50′56″S 32°37′16″E / 23.849°S 32.621°E

馬巴拉內區（葡萄牙語：Mabalane），是莫桑比克的行政區，位於該國南部，由加扎省負責管轄，首府設於馬巴拉內，面積9,107平方公里，2007年人口32,040，人口密度每平方公里3.5人。